# Valsted
Valsted is een plaats in de Deense regio Noord-Jutland, gemeente Aalborg, en telt 235 inwoners (2007).